# Канто-канрей
Канто-канрей (яп. 関東管領) — вища посадова особа в адміністрації намісництва Канто, що дорівнювалася до головного радника, а значна частина дослідників порівнює з посадою прем'єр-міністра в Європі. За весь період було 26 канто-канрей. Ставка розташовувалася в Камакурі.

## Історія
З встановлення владу роду асікага й утворення сьогунату Муроматі формуються нові органи влади. Для допомоги сьогуни в Кіото впроваджено посаду сіцудзі — «дворецького», головного радника. При ньому за аналогом центральної адміністрації створено посаду канто-сіцудзі (執事管領), який з огляду на важливість регіону Канто повинен був допомагати в здійсненню контролю над провінціями Канто. Задля уникнення надмірної узурпації призначалося 2 сіцудзі.
З самого початку на посаду сіцудзі було призначено представника знатного роду Сіба, для врівноваження позицій роду Ко. З часом після втрати позицій представників клану Ко в управлінні бакуфу, саме вони стають сіцудзі в Канто. Але поступово їх позиції оскаржуються представниками впливових родів Хатакеяма і Уесуґі.
У 1349 році засновано посаду канто-канрей для Асікаґа Мотоудзі, що позначала намісника регіону Канто. Посаду сіцудзі залишено в його адміністрації. Це було зроблено з метою врівноважити вплив канто-канрей. З 1366 року цю посаду монополізував рід Уесуґі. З 1379 року призначався лише один суцудзі (потім канрей).
З 1382 року, коли канто-канрей стали зватися канто-кубо все частіше канто-сіцудзі стали зватися канто-канрей. Це остаточно закріпилося з 1390-х років. Посаду почергово обіймали гілки Інукаке—Уесуґі та Яманоуті-Уесуґі, а з 1419 року — лише остання. Саме цей рід у 1439 році сприяв поваленню влади канто-кубо. В подальшому зберігав контроль на регіоном, визнаючи владу бакуфу з Кіото.
Але у 1482 році Яманоуті перейшли на бік бунтівного роду асікаґа, що взяли собі титул коґа-кубо. Внаслідок цього стався розкол в клану Уесуґі — проти Яманоуті-Уесуґі виступив рід Оґіґаяцу-Уесуґі. Запекла боротьба призвела до послаблення усіх гілок Уесуґі, розпаду Канто на окремі володіння, де закріпилися роди Такеда, Дате, Наґао, Ґо-Ходзьо, Імаґава. Влада канто-канрей зменшилася до декількох провінцій (Етіґо, Кодзуке, Ава, Саґамі).
До 1530-х років канто-канрей фактично став почесним, але номінальним титулом, а його власники перетворилися на звичайні даймьо. Вони продовжили боротьбу, але поразки у 1545 році при Каваґое, 1546 році — біля Одахайра, 1551 року — Хараї призвели до втрати якихось володінь. 26-й канто-канрей Уесуґі Норімаса у 1561 році не маючи якихось військ, передав посаду Наґао Каґетора, але тоді канто-канрей вже нічого не важив.

## Канто-сіцудзі
- Сіба Ієнаґа (1336—1337)
- Уесуґі Норіакі (1338)
- Ко но Морофую (1339—1344)
- Ко но Сіґемоті (1344—1349)
- Уесуґі Норіакі (1350—1361)
- Ко но Морофую (1350—1351)
- Хатакеяма Кунікійо (1353—1361)
- Ко но Мороарі (1362—1363)
- Уесуґі Норіакі (1366—1368)
- Уесуґі Йосінорі (1368—1378)
- Уесуґі Томофуса (1368—1370)
- Уесуґі Норіхару (1377—1379)
- Уесуґі Норімаса Старший (1379—1392)

## Канто-канрей
- Уесуґі Норітака (1392—1394)
- Уесуґі Томомуне (1395—1405)
- Уесуґі Норісада (1405—1411)
- Уесуґі Удзінорі (1411—1415)
- Уесуґі Норімото (1415—1418)
- Уесуґі Норідзане (1419—1439)
- Уесуґі Кійотака (1439—1442)
- Уесуґі Норідзане (1442—1447)
- Уесуґі Норітада (1447—1454)
- Уесуґі Фуса'акі (1454—1466)
- Уесуґі Акісада (1466—1510)
- Уесуґі Акідзане (1510—1515)
- Уесуґі Норіфуса (1515—1525)
- Уесуґі Норіхіро (1525—1531)
- Уесуґі Норімаса (1531—1561)